# Barry Magee
Barry Magee, född 6 februari 1934 i New Plymouth i Taranaki, är en nyzeeländsk före detta friidrottare.
Magee blev olympisk bronsmedaljör på maraton vid sommarspelen 1960 i Rom.